# Omme Å
Den 72 kilometer lange Omme Å er Skjern Ås største tilløb. Dens udspring ligger lidt vest for Jelling i Vejle Kommune, og den løber ud i Skjern Å lidt øst for Skjern i Ringkøbing-Skjern Kommune. De nedre dele og områder deromkring, blandt andet den store hede Borris Sønderland som den løber igennem, er udpeget til at være en del af Nationalpark Skjern Å.
Fra udspringet vest for Jelling løber den mod nordvest, forbi Gadbjerg, Farre, Ringive, Filskov, Sønder Omme, hvor den modtager vand fra Hallund Bæk fra nord, og især på det sidste stykke får en del mindre tilløb fra syd. Ved Hoven vest for Sønder Omme kommer fra syd, Hoven Å, der blandt andet består af et sammenløb af bækkene Simmelbæk, Engmose Bæk, Hårkær Bæk og Vesterbæk. Fra Hoven drejer Omme Å mere mod nord, op mod det militære øvelsesområde, heden  Borris Sønderland. På strækningen over heden er åen slynget og ureguleret. Vest for heden kommer det sidste større tilløb fra syd, Gundesbøl Å, før den løber ud i Skjern Å, cirka 3 kilometer øst for landevejen mellem Skjern og Tarm.
Omme Å er sejlbar for kanoer fra Ringive til det militære område nord for Hoven.
55°55′14″N 8°35′57″Ø / 55.9205°N 8.5992°Ø